# D-Tox
D-Tox (lub Eye See You) – film akcji, thriller produkcji USA z 2002 roku.
Reżyseria: Jim Gillespie
scenariusz: Ron L. Brinkerhoff
zdjęcia: Dean Semler.

## Obsada
- Sylvester Stallone – Jake Malloy
- Charles S. Dutton – Hendricks
- Polly Walker – Jenny
- Kris Kristofferson – Doktor
- Mif – Brandon
- Christopher Fulford – Slater
- Jeffrey Wright – Jaworski
- Tom Berenger – Hank
- Stephen Lang – Jack Bennett
- Alan C. Peterson – Gilbert
- Hrothgar Mathews – Manny
- Angela Alvarado – Lopez
- Robert Prosky – McKenzie
- Robert Patrick – Noah

## Fabuła
Jake Malloy, agent FBI, załamuje się psychicznie po tym, jak jego żona i przyjaciel zostają brutalnie zamordowani. Z tego powodu zaczyna nadużywać alkoholu, jednak w końcu decyduje poddać się kuracji odwykowej. Miejsce terapii Malloya nieoczekiwanie zamienia się w więzienie, ponieważ na zewnątrz rozpętuje się śnieżyca, która odcina dostęp do kliniki. W ośrodku zaczynają ginąć ludzie.